# Alexandros Koumoundouros
Alexandros Koumoundouros, född 1817, död 26 februari 1883, var en grekisk politiker.
Koumoundouros var mainot från Messenien, var adokat, regeringsfiskal och började son bana i deputeradekammaren 1850. Han blev efter kung Otto I av Greklands avsättning 1862 justitieminister i den provisoriska regeringen och hade stor andel i utarbetandet av den nya grundlagen. Förvärvet av Joniska öarna 1864 och Thessalien 1884 var till stor del Koumoundouros förtjänst. Koumoundouros, som var regeringschef 6 gånger, var en av Greklands största politiker under 1800-talet.